# 자유여
〈자유여〉는 이용이 2021년 코로나19 신곡이 없는 2022년까지 대표곡 2023년 14집발표한 가요이다.